# Pal Arinsal
Koordinaten: 42° 32′ 34″ N, 1° 29′ 33″ O

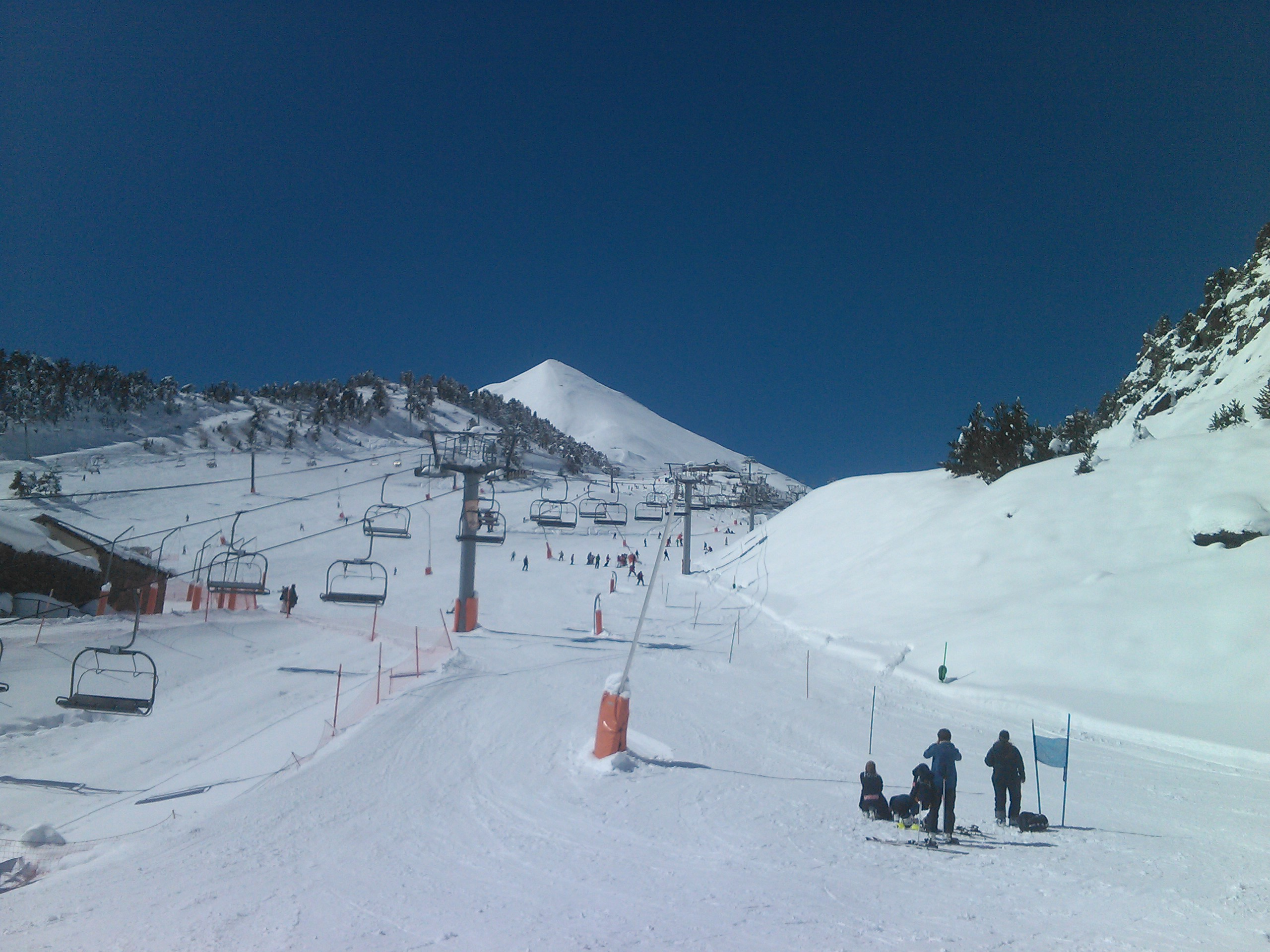
Sektor Arinsal im Winter

Pal Arinsal (ehemals Vallnord-Pal Arinsal) ist ein Wintersportgebiet in den Pyrenäen in Andorra für den alpinen Skisport. Das Skigebiet liegt auf einer Höhe zwischen 1550 und 2560 Meter über dem Meer auf dem Gemeindegebiet von La Massana. Es besteht aus den beiden Sektoren Pal und Arinsal.

## Geschichte
Im Jahr 1973 wurde in Arsinal das erste Skigebiet durch einen privaten Investor erschlossen, musste dann aber aus finanziellen Gründen an die Gemeinde La Massana abgegeben werden. 1983 wurde der Sektor Pal erschlossen und mit dem Sektor Arsinal fusioniert. Seit 2006 sind die beiden Sektoren durch eine Skischaukel miteinander verbunden.
In der Saison 2005/2006 erfolgte ein Zusammenschluss das Gebiets mit der Wintersport-Station Ordino-Arcalís unter dem Namen Vallnord. Eine Verbindung zwischen den Gebieten gibt es nicht, jedoch war der Skipass für beide Gebiete gültig. Seit der Saison 2015/2016 sind die beiden Gebiete wieder wirtschaftlich getrennt und erhielten ihre Namen zurück. Die Marke „Vallnord“ wurde noch bis 2022 aufrechterhalten und ein gemeinsamer Skipass „Valls del Nord“ angeboten.

## Skigebiet
Das Skigebiet verfügt über 63 Pistenkilometer, von den 43 Kilometer künstlich beschneit werden können. Es gibt insgesamt 44 Pisten, davon 4 schwarze, 17 rote, 17 blaue und 7 grüne, die mit 32 Liften erschlossen sind.
Der Sektor Pal ist an den Hauptort La Massana durch eine Straße und eine Gondelbahn angeschlossen, die Skistation Arinsal ist vom Ortsteil Arinsal ebenso durch eine Straße und eine Gondelbahn erreichbar.

## Mountainbikesport

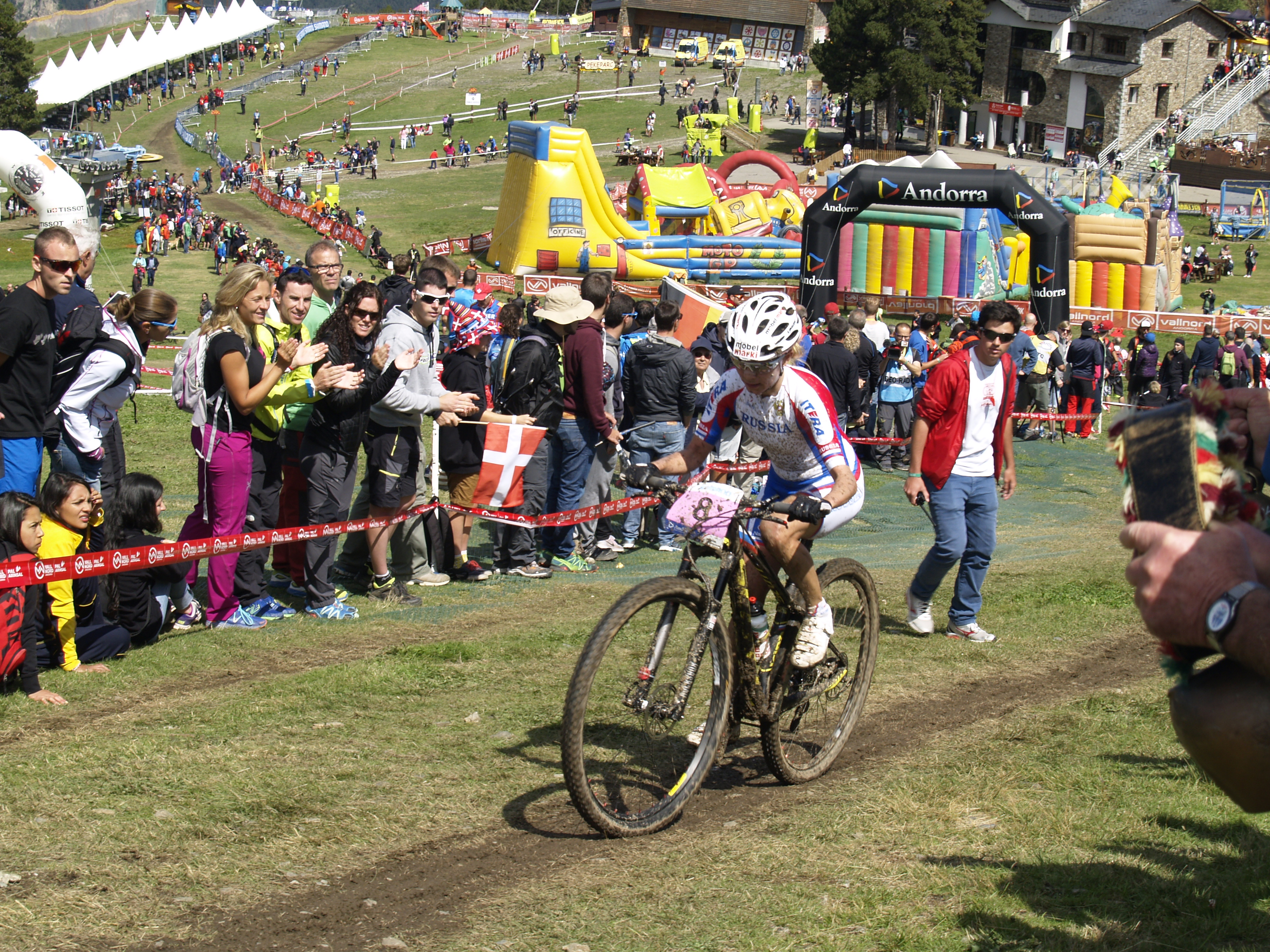
Irina Kalentjewa bei den Weltmeisterschaften 2015

Im Sommer befindet sich auf dem Gelände des Skigebietes der Vallnord Bikepark, der das Ausüben aller Disziplinen des Mountainbikesports ermöglicht. Zentrum des Bikeparks ist der Sektor Pal.
Der Bikepark war bereits neunmal Mal Austragungsort des UCI-Mountainbike-Weltcups. Im Jahr 2015 fanden in Vallnord die Mountainbike-Weltmeisterschaften statt. Im Jahr 2024 finden die MTB-Weltmeisterschaften im Bikepark Vallnord statt. Unter anderem in den Disziplinen: XCO, XCC & DH.
Durch Red Bull wurde der Vallnord Bikepark zu einem der besten Bikeparks gewählt.

## Straßenradsport
Im Jahr 1985 diente das Wintersportgebiet erstmals als Bergankunft einer Grand-Tour-Etappe. Damals führte im Rahmen der Vuelta a España ein 16 Kilometer langes Einzelzeitfahren nach Pal. Den Etappensieg sicherte sich der Kolumbianer Francisco Rodríguez, während der Brite Robert Millar seine Führung in der Gesamtwertung weiter ausbaute. Die Auffahrt galt als Bergwertung der 1. Kategorie
Im Jahr 1993 fand die bislang einzige Bergankunft der Tour de France in Pal statt. Sieger der 231,5 Kilometer langen Etappe wurde der Kolumbianer Oliverio Rincón. Im Kampf um das Gesamtklassement brachte der anspruchsvolle 15. Abschnitt jedoch nur wenige Veränderungen und Miguel Indurain verteidigte das Gelbe Trikot.
In den Jahren 1998, 2001 und 2010 folgten weitere Bergankünfte der Vuelta a España, wobei sich José Maria Jiménez gleich zweimal in die Siegerliste eintrug. Die bislang letzte Ankunft in Pal entschied der Spanier Igor Antón für sich, wobei er zugleich die Gesamtführung übernahm. Im Jahr 2025 soll erneut eine Bergankunft in Pal stattfinden. Die 6. Etappe führt dabei zunächst über den Collada de Sentigosa, Collada de Toses und die Alto de la Comilla.
| Grand Tour           | Etappe     | Bergwertung  | Fahrer              |
| -------------------- | ---------- | ------------ | ------------------- |
| Vuelta a España 1985 | 12. Etappe | 1. Kategorie | Francisco Rodríguez |
| Tour de France 1993  | 15. Etappe | 1. Kategorie | Oliverio Rincón     |
| Vuelta a España 1998 | 10. Etappe | 1. Kategorie | José Maria Jiménez  |
| Vuelta a España 2001 | 11. Etappe | 1. Kategorie | José Maria Jiménez  |
| Vuelta a España 2010 | 11. Etappe | 1. Kategorie | Igor Antón          |
| Vuelta a España 2025 | 6. Etappe  | 1. Kategorie |                     |

Neben den beiden Grand Tours hielt auch die Katalonien-Rundfahrt bereits mehrere Bergankünfte in Pal ab.

## Weitere Sportarten
Pal Arinsal ist auch Austragungsort von Weltcup-Rennen im Skibergsteigen und Berglauf.